# NGC 3232
NGC 3232 ist ein interagierendes Galaxienpaar im Sternbild Kleiner Löwe. Es ist schätzungsweise 280 Millionen Lichtjahre von der Milchstraße entfernt.
Das Objekt wurde am 29. Dezember 1861 von Heinrich d’Arrest entdeckt.